# Dawid Tyszler
Dawid Abramowicz Tyszler (ros. Давид Абрамович Тышлер; ur. 13 czerwca 1927 w Chersoniu, zm. 7 czerwca 2014 w Moskwie) – radziecki szablista pochodzenia żydowskiego, brązowy medalista olimpijski i pięciokrotny medalista mistrzostw świata.
Na igrzyskach olimpijskich w Melbourne w 1956 roku reprezentacja ZSRR w składzie: Lew Kuzniecow, Jakow Rylski, Jewgienij Czeriepowski, Dawid Tyszler i Leonid Bogdanow zdobyła drużynowo brązowy medal. Na rozgrywanych cztery lata później igrzyskach olimpijskich w Rzymie był piąty drużynowo i siódmy indywidualnie.
Podczas mistrzostw świata w Rzymie w 1955 roku razem z Bogdanowem, Czeriepowskim, Rylskim i Kuzniecowem zajął trzecie miejsce w zawodach drużynowych. W tej samej konkurencji zdobywał następnie srebrne medale na mistrzostwach świata w Paryżu (1957) i mistrzostwach świata w Filadelfii (1958) oraz brązowy na mistrzostwach świata w Budapeszcie (1959). Ponadto wywalczył srebrny medal indywidualnie na MŚ 1958, plasując się tylko za Jakowem Rylskim.
W 1960 został indywidualnym mistrzem ZSRR, a w latach 1953, 1954, 1956, 1958 i 1959 zwyciężał drużynowo.
Odznaczony Medalem Orderu „Za zasługi dla Ojczyzny” II stopnia (2003). Po zakończeniu kariery został trenerem. W latach 1961-1973 był jednym z trenerów reprezentacji ZSRR szablistów. Był też sędzią międzynarodowym i członkiem Radzieckiej Federacji Szermierki. W 1983 roku uzyskał doktorat nauk pedagogicznych, a rok później rozpoczął pracę jako profesor Katedry Teorii i Metodologii Szermierki i Pięcioboju Nowoczesnego Rosyjskiej Państwowej Akademii Kultury Fizycznej. Opublikował ponad 170 prac naukowych.